# Gorka Elustondo
Gorka Elustondo Urkola (né le 18 mars 1987 à Beasain) est un footballeur international espagnol qui joue actuellement pour le Rayo Vallecano. Il évolue au poste de défenseur central, voire de milieu défensif.

## Palmarès

### Équipe nationale
- Espagne
  - Vainqueur du Championnat d'Europe des moins de 19 ans : 2006

### Clubs
- Real Sociedad
  - Vainqueur de la Liga Adelante : 2010